# Marie Besnard, l'empoisonneuse
Pour les articles homonymes, voir Marie Besnard et Besnard.
Pour plus de détails, voir Fiche technique et Distribution.
Marie Besnard, l'empoisonneuse est un téléfilm franco-belge en deux parties reprenant l'affaire Marie Besnard, réalisé par Christian Faure et diffusé pour la première fois sur TF1 les 25 septembre et 2 octobre 2006.

## Synopsis
En 1947, à Loudun, Marie et Léon Besnard fêtent, avec leurs amis, leurs dix-huit ans de mariage. Marie surprend des gestes déplacés entre Léon et sa meilleure amie, Louise. Peu après, Léon tombe malade et meurt. Louise confie à un ami, que Léon était persuadé d'avoir été empoisonné par son épouse. À Paris, Simone Roulier, une journaliste stagiaire, décide de couvrir l'affaire.

## Fiche technique
- Titre original : Marie Besnard, l'empoisonneuse
  - 1re partie : La Rumeur
  - 2e partie : La Justice
- Réalisation : Christian Faure
- Scénario : Daniel Riche et Olga Vincent
- Dialogues : Anne Giafferi
- Musique :  Charles Court et Carolin Petit
- Décors : Sebastian Birchler
- Costumes : Sandrine Bernard
- Photographie : Willy Stassen
- Son : Jean-Pierre Fénié
- Montage :  Jean-Daniel Fernandez-Qundez
- Production : Jean-Pierre Alessandri et Olga Vincent
- Société de production : Ramona Productions
- Pays de production  :  France /  Belgique
- Langue originale : français
- Format : couleur
- Genres : drame, biographie
- Durée : 2 x 100 minutes

## Distribution
- Muriel Robin : Marie Besnard
- Mélanie Bernier : Simone Roulier
- Jean-Yves Chatelais : Léon Besnard
- Mado Maurin : Marie-Louise Davaillaud
- Franck Geney : Ady
- Annie Grégorio : Louise Pinson
- Olivier Saladin : Auguste Leclerc
- Gérard Chaillou : Bodin
- Marie-France Santon : Solange Trousseau
- Grégory Fitoussi : maître André Vidal
- Pascal Rénéric : Jacques
- Jean-Noël Brouté : inspecteur Lavalette
- Jean-Paul Dubois : docteur Vallois
- Maëva Pasquali : Marylou
- Anne Loiret : Thérèse Roulier
- Anne Girouard : Henriette, la postière
- Jean-Paul Bonnaire : Gaston, le fossoyeur
- Jean-Pierre Alessandri : monsieur Bonbour
- Maurice Antoni : Frédéric Joliot-Curie
- François Aramburu : Pixier
- Marie Berto : la surveillante-chef
- Pascal Besson, Michel Deshayes, François Loiseau, Thierry Nenez et Jean-Louis Stanek : les journalistes
- Cécile Bois : maître Chantal Jacquemin
- Mathieu Bonnet et Kévin Petureau : des étudiants en médecine
- Olivier Brocheriou : Jean-Claude Bodin
- Elise Bronstein et Régine Mondon : des détenues
- Julien Cafaro : docteur Cellier
- René Carton : professeur Griffon
- Michel Chesnereau : le charretier
- Bastien Clerin : l'enfant de chœur
- Laurent Cotillard et Gérard Levoyer : des clients du café Bodin
- André Crudeau : monsieur Vidal père
- Alain Debruyne : l'avocat général de Paris
- Zazie Delem : Ginette Baujan
- Max Delord : professeur Kohn-Abres
- Tatiana Djordjevic et Louise Pierga : des jeunes filles au marché
- Philippe du Janerand : le président Guirec
- Maria Ducceschi : madame Duzac
- Vincent Duviau : Célestin Fichet
- Philippe Faure : professeur Peccoux
- Norbert Ferrer et Jérémy Martin : les techniciens RTF
- Frédérique Gautier : madame Vidal mère
- Benoît Georges : professeur Ollivier
- Didier Gourdin : : le caricaturiste
- Peter Huc : le laborantin
- Laurent Ioos : l'avocat général de Bordeaux
- Stéphane Jobert : Garnier
- Nicolas Jouhet : René Davaillaud
- Pierre Laroche : professeur Boissier
- Lara Lefebvre : l'habilleuse de la RTF
- Marie-Hélène Lentini : madame Rossignol
- Jacques Leplus : le professeur Kelling
- Pascal Lifschutz : le marchand de vin
- Françoise Loreau : une surveillante
- Philippe Magnan : maître Gabard
- André Penvern : professeur Boiledieu
- Edouard Prétet : le greffier
- Hélène Rambault et Catherine Vallon : des commères au marché
- Jean-Marc Roulot : professeur Perrot
- Joe Sheridan : le journaliste anglais
- Olga Vincent : la maquilleuse de la RTF
- Rosine Zingg : la chanteuse de rue

## Tournage
Le tournage débute le 13 février 2006 :
- La ville de Dourdan en Essonne sert de décor pour le tournage des scènes du téléfilm qui se déroulent à Loudun dans le scénario ;
- Les scènes d'emprisonnement sont tournées dans la prison de Fontainebleau, qui a été le musée national des prisons de 1995 à 2010 ;
- D'autres scènes sont tournées à Menouville, Theuville, Crécy-la-Chapelle, Meaux, Melun, Vincennes et au Palais-Royal.

## Autour du film
La présentation de l'affaire par le téléfilm est assez romancée : contrairement à L'affaire Marie Besnard de 1986, plusieurs personnages de la mini-série sont de pure fiction, à commencer par celui de la journaliste Simone Roulier, bien que « son livre » soit présenté dans la dernière séquence. Certains personnages sont désignés par leur nom (Marie Besnard, Alfred Dietz...) ; le nom de la plupart des autres, manifestement plus éloignés de leur modèle, est modifié (Me Hayot devient Me Vidal, Auguste Massip devient Auguste Leclerc...) ; d'autres enfin sont de fiction. La journaliste Simone Roulier y prend quasiment la même importance que Marie Besnard elle-même : soutenant au départ Marie Besnard, son personnage se convainc ensuite d'une thèse qui n'est évoquée par aucun des protagonistes réels de l'affaire : une Marie Besnard complice de son mari dans les meurtres antérieurs et finissant par se débarrasser de lui. Alors que L'affaire Marie Besnard tendait à accréditer la thèse de l'innocence, L'empoisonneuse penche plutôt pour celle de la culpabilité.

## Distinctions
- International Emmy Awards 2007 (en) : International Emmy Award de la meilleure performance d'actrice pour Muriel Robin[2]
- Trophées Jeunes Talents 2007 : nomination dans la catégorie « Jeune comédien(ne) télévision » pour Mélanie Bernier